# Prick (Band)
Prick (englisch wörtlich „Stachel“, meist übertragen vulgär „Penis“) ist eine Rockband von Kevin McMahon, der auch ein anderes musikalisches Projekt mit dem Namen Lucky Pierre führt. Das selbstbetitelte Debüt Prick aus dem Jahr 1995 wurde von Trent Reznor produziert. Das zweite und bisher letzte Album mit dem Titel The Wreckard erschien im Jahr 2002.
Prick wurde durch die Single Animal in den USA recht populär, da sie auf eine hohe Rotation auf MTV kam.